# IAI Nesher

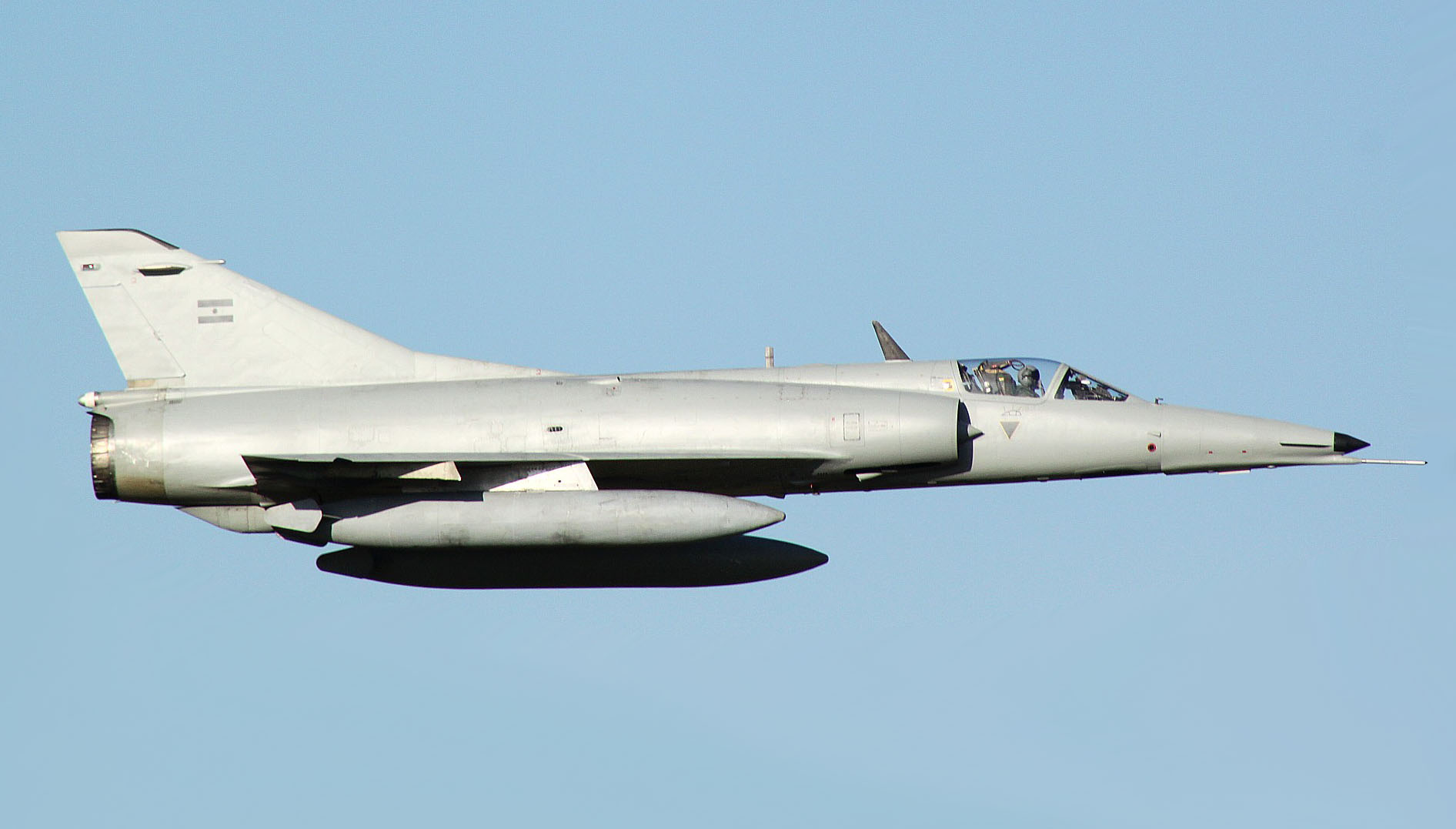
Un IAI Finger della Fuerza Aérea Argentina in volo nel 2010.

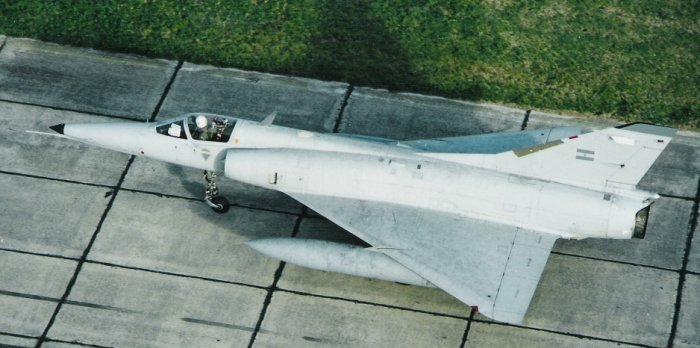
Un IAI Finger della Fuerza Aérea Argentina a Tandil nel 1999.

Lo IAI Nesher (ebraico: נשר, "avvoltoio") era un caccia multiruolo monoreattore ad ala a delta prodotto dall'azienda israeliana Israeli Aircraft Industries (IAI) negli anni settanta, copia quasi identica del francese Dassault Mirage 5.
Impiegato dalla Heyl Ha'Avir, l'aeronautica militare israeliana, nella guerra del Kippur, sono rimasti in servizio operativo fino all'inizio degli anni ottanta, quindi radiati, revisionati, aggiornati ed infine ceduti all'Argentina con la nuova denominazione IAI Dagger. Successivamente ne venne sviluppata una nuova variante, la IAI Finger.
I Dagger furono impiegati dalla Fuerza Aérea Argentina durante la guerra delle Falkland.

## Sviluppo
Negli anni settanta l'azienda francese Dassault Aviation sviluppò su richiesta dello stato israeliano un velivolo derivato dal Mirage III, già in servizio presso la locale aeronautica militare, la Heyl Ha'Avir (Mirage IIICJ "Shahak"). Le specifiche riguardavano una minor capacità ogni tempo a vantaggio di un incremento del carico bellico e una maggiore autonomia. Le modifiche effettuate diedero origine al Mirage 5.
A causa dell'embargo seguito alle posizioni degli stati europei nei confronti di Israele, il governo francese impedì di dar seguito all'ordine dei Mirage 5, 30 dei quali già pagati più altri 20 facoltativi, bloccando inoltre i finanziamenti per consentire le normali operazioni di manutenzione dei Mirage IIICJ già in loro possesso. La necessità di reintegrare la flotta di oltre 60 velivoli persi in combattimento durante la guerra dei sei giorni spinse il governo israeliano ad acquistare privatamente/illegalmente i progetti dalla Dassault per riprodurre nell'azienda nazionale Israeli Aircraft Industries (IAI) delle copie ottenendo tramite canali non ufficiali anche i motori. Altre fonti sostengono invece che ci sia stato un accordo non ufficiale per cui 50 esemplari di Mirage 5 già in carico all'Armée de l'air vennero girati all'aeronautica israeliana in luogo della nuova fornitura che venne invece consegnata all'aeronautica nazionale.
. Un'ulteriore ipotesi fu quella che gli israeliani vennero in possesso dei piani dettagliati di costruzione attraverso una complessa ed efficace operazione di spionaggio industriale da parte del Mossad.
La produzione del nuovo caccia, al quale venne assegnata la denominazione Nesher, venne segretamente iniziata negli stabilimenti IAI presso l'Aeroporto Internazionale Ben Gurion. Il modello risultava identico al Mirage 5 tranne che per l'avionica sviluppata localmente, per l'adozione di un seggiolino eiettabile zero-zero Martin-Baker e per la possibilità di equipaggiarlo con una vasta gamma di missili aria-aria, tra i quali lo Shafrir a guida IR.
Il primo modello completato venne portato in volo per la prima volta il 21 marzo 1971 e cominciarono ad essere consegnati ai reparti nel maggio dello stesso anno. Nel periodo di produzione, dal 1971 al 1974, vennero realizzati un totale di 61 esemplari, 51 monoposto da caccia denominati Nesher S oltre a 10 biposto da addestramento, i Nesher T.
I Nesher vennero gradualmente ritirati dal servizio dal 1978 sostituiti da un nuovo modello, lo IAI Kfir, basato anch'esso sull'esperienza acquisita sui Mirage III/5, ma sviluppato attorno a una versione locale del General Electric J79 di seconda generazione, invece dell'Atar 9C, con una spinta di circa due tonnellate superiore, lo stesso usato dagli statunitensi Lockheed F-104 Starfighter e F-4 Phantom II.

## Impiego operativo

### Nesher
I Nesher incominciarono ad essere consegnati ai reparti operativi dal maggio 1971 e furono operativi in 4 squadroni da caccia della Heyl Ha'Avir, l'aeronautica militare israeliana, i "First Fighter", "First Jet", "Hornet" e "Guardians of the Arava".
Il primo impiego in azione del Nesher avvenne durante la guerra del Kippur del 1973, quando i piloti israeliani si trovarono ad affrontare le forze aeree di Egitto, Siria, Giordania ed Iraq. Durante gli scontri vennero accreditati agli israeliani oltre 100 abbattimenti nemici, contro una perdita di 15 (o più) velivoli, smentendo voci che avevano definito il Nesher alla consegna dei reparti carente proprio nel combattimento aria-aria. I caccia rimasero operativi fino al 1978 quando vennero gradualmente ritirati dal servizio e sostituiti con i più moderni IAI Kfir.

### Dagger
I Nesher superstiti vennero controllati, revisionati, aggiornati ed infine ceduti all'Argentina con la nuova denominazione IAI Dagger in due distinte forniture, 26 esemplari nel 1978 più altri 13 nel 1980. Di questi 35 erano caccia monoposto ribattezzati Dagger A e 4 addestratori biposto ribattezzati Dagger B.
Con i Nesher venne istituito il 6º Grupo Aéreo immediatamente divenuto operativo con l'aiuto dell'esistente 8º Grupo Aéreo, costituito da Mirage IIIEA, e della Fuerza Aérea del Perú, già utente dei Mirage 5, per fronteggiare la crescente crisi di quegli anni con il Cile.
Durante la guerra delle Falkland del 1982, sono stati assegnati alla base navale di Río Grande, nella meridionale Terra del Fuoco, e all'aeroporto militare di Puerto San Julián. Benché fossero posti a una notevole distanza dal teatro bellico, aggravata dall'impossibilità di essere riforniti in volo, riuscirono ad effettuare 153 missioni colpendo obiettivi sia terrestri che navali; come per i Mirage III in dotazione alla FAA, anche i Dagger durante i combattimenti iniziali a volte sganciarono i serbatoi ausiliari per disimpegnarsi dal combattimento con i Sea Harrier della Fleet Air Arm, col risultato che la loro autonomia diminuì ulteriormente. In quest'ultimo ruolo riuscirono a danneggiare il cacciatorpediniere HMS Antrim (D18) e le fregate HMS Brilliant (F90), HMS Broadsword (F88), HMS Ardent (F184), HMS Arrow (F173) ed HMS Plymouth (F126).
Alla fine del conflitto furono 11 gli esemplari di Dagger perduti in combattimento, 9 abbattuti dagli AIM-9L Sidewinder lanciati dai Sea Harrier della Fleet Air Arm e 2 da missili terra-aria lanciati dalle navi di scorta della task force britannica.

### Finger
Il Finger è un cacciabombardiere monomotore a getto con ala a delta sviluppato dall'azienda israeliana Israel Aerospace Industries (IAI) negli anni novanta ultima evoluzione del Nesher, copia non autorizzata del Dassault Mirage 5 realizzata in Israele.
Il contratto stipulato dalla Fuerza Aérea Argentina con la Israel Aerospace Industries prevedeva un aggiornamento dei propri Dagger ad un nuovo standard con avionica e sistema HUD di provenienza dal Kfir C.2 più altri sottosistemi.
Il programma, denominato Finger, venne avviato nel 1982 quando era già iniziata la guerra delle Falkland. Al termine della guerra, dato che alcuni dei sistemi adottati per l'aggiornamento erano di produzione dell'azienda britannica Marconi Electronic Systems, questi dovettero essere sostituiti a causa dell'embargo imposto dal governo britannico nei confronti dell'Argentina. Lo standard finale denominato Finger IIIB prevedeva la sostituzione di questi ultimi con quelli prodotti dalla francese Thomson-CSF.
Il Finger era un monoreattore monoposto caratterizzato dall'ala a delta quasi indistinguibile dai suoi predecessori, se non per una serie di particolari esterni. Il muso era caratterizzato da una forma a punta più pronunciata, dal tubo di pitot posizionato sulla parte bassa, come nel Mirage 5 e nel Dagger, ma che si differenziava da questi per le piccole antenne laterali comuni all'avionica ed al muso del Kfir.

## Versioni
- Nesher S : versione monoposto da caccia/attacco al suolo sviluppata per la Heyl Ha'Avir, l'aeronautica militare israeliana.
- Nesher T : versione biposto da addestramento sviluppata per la Heyl Ha'Avir.
- Dagger A : versione caccia da esportazione in dotazione alla Fuerza Aérea Argentina.
- Dagger B : versione biposto da addestramento da esportazione in dotazione alla Fuerza Aérea Argentina.
- Finger I : versione modernizzata del Dagger
- Finger II : versione modernizzata del Dagger
- Finger III : versione modernizzata del Dagger

## Utilizzatori
Argentina
- Fuerza Aérea Argentina

39 tra Nesher e Dagger ricevuti di seconda mano da Israele.
 Israele
- Heyl Ha'Avir (IAI Nesher)

## Velivoli comparabili
- Dassault Mirage III
- Dassault Mirage 5
- Dassault Mirage 50
- IAI Kfir/Nammer
- Atlas Cheetah